# デンゼル・クラーク
デンゼル・レスリー・クラーク（Denzel Leslie Clarke, 2000年5月1日 - ）は、カナダのオンタリオ州トロント出身のプロ野球選手（外野手）。右投右打。MLBの アスレチックス所属。
ジョシュ、ボーのネイラー兄弟は従兄にあたる。

## 経歴
2018年のMLBドラフト36巡目（全体1070位）でニューヨーク・メッツから指名されたが、契約せずにカリフォルニア州立大学ノースリッジ校へ進学した。
2021年7月のMLBドラフト4巡目（全体127位）でオークランド・アスレチックスから指名され、プロ入り。契約後、傘下のルーキー級アリゾナリーグ・アスレチックスでプロデビュー。7試合に出場して打率.316、1本塁打、1打点、1盗塁を記録した。
2023年はシーズン開幕前に開催された第5回WBCのカナダ代表に選出された。
2024年はAA級で116試合に出場して、打率.269、13本塁打、53打点、36盗塁、OPS.784を記録した。
2025年5月23日にアクティブ・ロースター入りした。